# 백치 (소설)

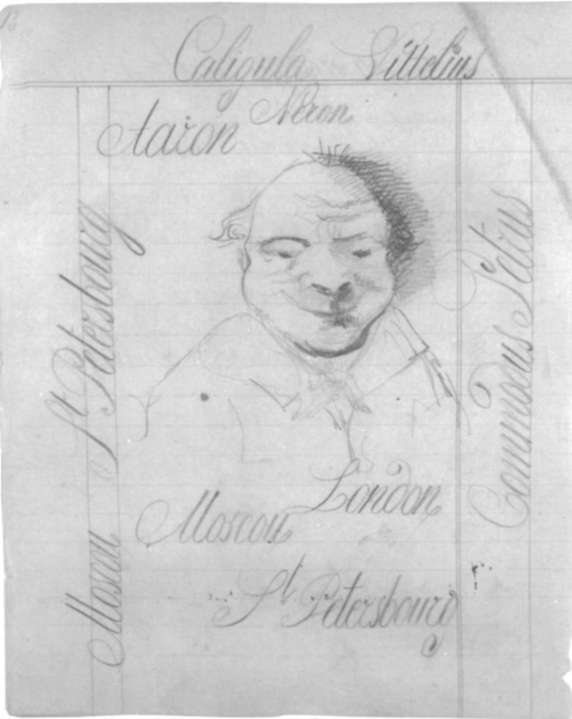
도스토옙스키가 직접 그린 스케치

《백치》(러시아어: Идиот 이디오트[*],  문자 개혁 이전: Идіотъ)는 러시아의 작가 표도르 도스토옙스키가 쓴 소설이자 그가 가장 사랑한 작품이다. 주인공은 황금 송아지가 다스리는 서구주의에 물든 페테르부르크에 찾아온 예수 그리스도를 닮은 인물 '미시킨 공작'이다. 그러나 “미(美)가 세상을 구원할 수 있다”는 작가의 명제에도 불구하고, 돈, 권력, 성적 타락이 만연한 세계에서 이 “완벽하게 아름다운 사람”은 단지 “백치”가 될 수밖에 없다. 배금주의에 물든 타락한 세상에 보내는 도스토옙스키의 강렬한 묵시록이다.

## 배경
≪백치≫는 도스토옙스키의 4대 장편 중 ≪죄와 벌≫을 잇는 두 번째 작품이다. 작가는 자신의 창작 중에서 ≪백치≫를 가장 아끼고 사랑한다고 말했으며, 이 대작을 1867년과 1868년의 17개월에 걸쳐 완성했다.
≪백치≫에서 도스토옙스키는 “긍정적으로 완벽하게 아름다운 사람”을 그려 내고자 했다. 한 편지에서 작가 스스로도 인정하듯 “그것은 너무나 어려운 작업이었으므로, 매력적이기도 하고 사랑하는 것임에도 불구하고 준비할 수가 없었던” 테마였다.
“완벽하게 아름다운 인간”인 성경 속 예수가 그의 시대에 가장 흉폭한 죄인으로 몰렸던 것처럼(십자가형은 당시 가장 죄질이 나쁜 죄수에게 내리는 형벌이었다), 도스토옙스키의 “아름다운 인간”도 그가 던져진 페테르부르크라는 세계 속에서 “백치”로 여겨진다. 그의 어린아이 같음, 진실하고 정직함, 성실함, 희생적인 사랑, 이 모든 것들이 그가 마주치는 페테르부르크 거주자들에게는 당혹스러움이고 충격이었다. 미시킨은 이기주의와 물질만능주의에 물든 이 황금 송아지의 왕국을 벌거벗은 임금님의 어린아이와 같은 시선으로 본다. 모든 이들의 합의하에 암묵적으로 이루어지는 거짓과 그럴싸한 허위의 포장 아래에 감추어져 있는 본래의 추한 모습이 미시킨에 의해 드러난다.
≪백치≫는 치정, 살인, 돈, 사랑과 욕망과 질투의 삼각관계를 그린 재미난 소설로서도 성공한 작품이다. 그러나 이런 세속적인 소재를 신과 인간, 파멸과 구원 등의 철학적 사상과 잘 버무려 내어 시공을 뛰어넘는 예술로 승화시켰다는 데 도스토옙스키의 위대함이 존재한다. 소설로서도 성공한 이 작품은 “긍정적으로 완벽하게 아름다운 사람”을 구현해 내고자 했던 작가의 의도에서도 역시 성공적이었다. 그러나 “미가 세상을 구원할 수 있다”는 도스토옙스키의 명제의 성공을 보여 주지는 못했다. 완벽한 육체적 미의 소유자인 나스타샤 필리포브나와 완벽한 정신적 미의 소유자인 미시킨 공작, 이 두 주인공의 파멸로써 소설이 끝을 맺고 있으니 말이다. 그러나 이런 결말은 오히려 명제의 성공보다도 플롯에서나 테마를 위해서나 보다 더 강력한 메시지를 전달해 준다. ≪백치≫의 독자라면 대체 누가 소설의 마지막 장면을 잊을 수 있겠는가! 하얀 시트 아래에 차가운 주검으로 누워 있는 절세미인 나스타샤 필리포브나와 그녀의 시체 옆에 나란히 누워 있는 광기 어린 로고진, 그리고 완전한 백치의 상태로 되돌아간 미시킨 공작! 세계는 구원받을 수 없을 정도로 타락해 버렸다. 그 세계 속에서 구원의 빛인 미마저도 파멸한다. 소설의 마지막 장면은 재림한 예수를 어찌할지 모르는 이반 카라마조프의 ＜대심문관＞ 속의 세계를 예고한다. 19세기 독자에게뿐만 아니라 21세기의 독자에게도 해당하는 무서운 경고다.

## 등장 인물
- 레프 니콜라예비치 미시킨 공작
(Князь Лев Николаевич Мышкин)

미시킨 공작 가문의 마지막 인물로, 뇌전증 증상을 앓고 있다.
- 파르푠 세묘노비치 로고진
(Парфён Семёнович Рогожин)

미시킨이 처음으로 만난 사람으로, 막대한 유산을 물려받은 불한당이다.
- 나스타시야 필리포브나 바라시코바
(Настасья Филипповна Барашкова)

몰락한 지주 가문 바라시코프가의 딸이다.
- 이반 표도로비치 예판친
(Иван Фёдорович Епанчин)

- 아르달리온 알렉산드로비치 이볼긴
(Ардалион Александрович Иволгин)